# 歐拉夫·丘浦

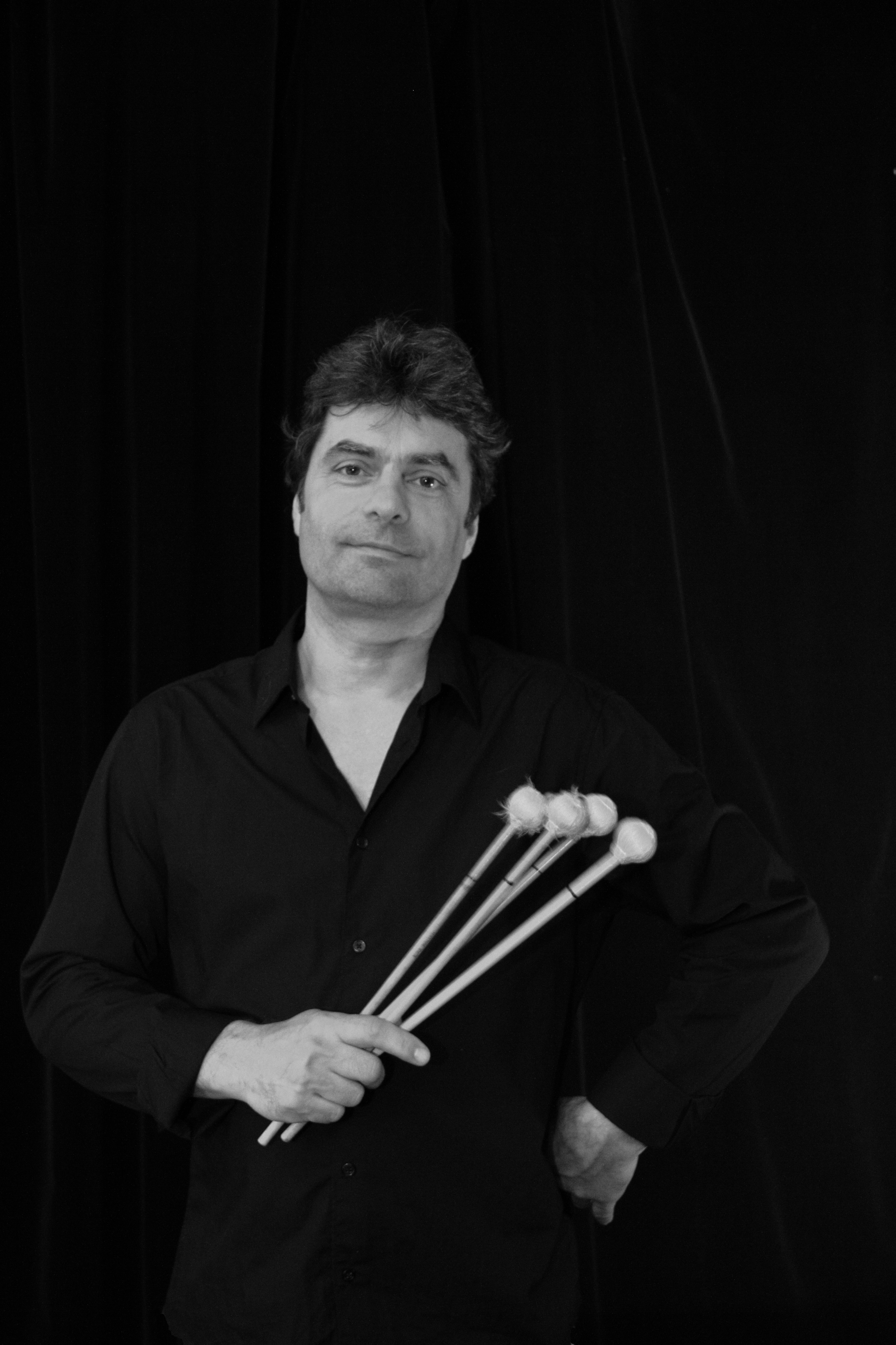
Olaf Tzschoppe (2013)

歐拉夫·丘普（Olaf Tzschoppe，1962年—），出生於德國基爾，是德國著名打擊樂家和室內樂演奏家。

## 生平
歐拉夫丘普生於德國基爾，曾就讀於福來堡音樂院隨伍爾夫教授學習打擊樂，隨後取得德國學術交流總署獎學金前往美國密歇根大学攻讀碩士學位，師事優導教授 。
學成歸國後，丘普除了以擊樂獨奏家的身分與當代作曲家密切合作外，也與另外八位音樂家於福來堡組成專門演出新音樂的室內樂團 Ensemble SurPlus ，以及三重奏 Trio SurPlus (Oboe/piano/percussion) 。同時，他接受法國史特拉斯堡打擊樂團  以及德國西南廣播公司電子音樂實驗室所屬室內樂團Ensemble Experimental，成為團員，至今已灌錄多張 CD  ，得獎不計其數。除此之外，他也是許多著名當代室內樂團的協演人員例如:慕尼黑室內樂團法蘭克福現代樂集科隆 , 奧國維也納。
除了獨奏與室內樂，丘普對管風琴與打擊的二重奏曲目有特別研究，曾與德國管風琴耆老西蒙薩馬利先生 聯合錄製 "entgrenzt/unbounded"，曲目皆為當代作品。此 CD 已由 Edition Zeitklang 出版。除此之外，丘普也曾與手鼓專家穆拉寇斯昆，以及由他組織的 YMMO 四人樂團 (打擊樂與人聲)有即興性質的演出，實驗各種音響效果。
歐拉夫丘普不定期的在世界各地舉辦大師班，並自2004年起，擔任布萊梅藝術大學打擊樂教授，專授現代擊樂及現代音樂室內樂。

## 作品
展覽會之畫 改編給管風琴與打擊樂 (2002)
GURO 為中提琴與打擊樂 (2006-07) 
KOLONGALA 為擊樂獨奏 (2008)
Kolongala Kupanuliwa 為擊樂四重奏 (2014)
荒山之夜 改編給管風琴與打擊樂 (2019)

## 資料來源
1. ↑  .   [2016-01-03]. （原始内容存档于2013-05-18）.
2. ↑  .   [2015-12-26]. （原始内容存档于2020-01-09）.
3. ↑  .   [2015-12-26]. （原始内容存档于2016-09-19）.
4. ↑  .   [2015-12-27]. （原始内容存档于2016-03-11）.
5. ↑  .   [2015-12-27]. （原始内容存档于2021-02-24）.
6. ↑  .   [2015-12-27]. （原始内容存档于2016-03-04）.
7. ↑  .   [2015-12-27]. （原始内容存档于2015-10-06）.

## 網站連結
- 個人網頁 www.olaftzschoppe.de
- 出版作品 Olaf Tzschoppe （页面存档备份，存于）
- entgrenzt unbounded (CD專輯) 出版討論  klassik-heute.com （页面存档备份，存于）
- Campusmusik Klagenfurt Vita Olaf Tzschoppe （页面存档备份，存于）